# Коста-Рика во Второй мировой войне
Коста-Рика вступила во Вторую мировую войну 8 декабря 1941 года на стороне антигитлеровской коалиции, объявив войну Японской империи после нападения японцев на Перл-Харбор. 11 декабря того же года война была объявлена Германии и Италии. В основном поддержка Коста-Рикой союзников была невоенной и выражалась в предоставлении территории для размещения военных объектов, материально-технической помощи и сборе разведданных.
Хотя армия Коста-Рики не принимала участия в боевых действиях, тем не менее, есть данные о коста-риканских добровольцах в армии США. Кроме того, костариканец, врач Карлос Луис Колладо Мартинес, был одним из 14-ти партизан, убитых итальянскими фашистами во время Резни в Казалеккьо-ди-Рено 10 октября 1944 года.

## Международные отношения
Ранее Коста-Рика уже объявляла войну Германии 23 мая 1918 года во время Первой мировой войны. Однако, тогда это был лишь демонстративный политический жест президента страны Федерико Тиноко, пытавшегося таким образом добиться признания Соединенными Штатами Америки своего правительства, пришедшего к власти в результате военного переворота. Однако правительство Вудро Вильсона проигнорировало это жест и продолжало не признавать Тиноко, и даже не позволяло Коста-Рике отправлять войска в Европу или участвовать в мирных переговорах.
К 1930-м годам у Коста-Рики установились нормальные отношения с Германией и Италией. В стране проживало большое количество немецких и итальянских иммигрантов. Президент Леон Кортес Кастро (1936—1940 гг.), раньше проживавший в Третьем рейхе, открыто симпатизировал нацизму и поддерживал антисемитские взгляды. Кортес назначил ответственным за иммиграционную политику Макса Эффлингера, лидера нацистской партии Коста-Рики, который строго ограничил въезд польских евреев из нацистской Германии.
Однако, после свержения правительства Кортеса фашистское влияние заметно уменьшилось, особенно из-за союза преемника Кортеса, Рафаэля Анхеля Кальдерона Гуардия (1940—1944 гг.) с Коммунистической партией Коста-Рики, которая подвергалась жестоким преследованиям во время правления Кортеса.
Именно при администрации Кальдерона в 1941 году после атаки на Перл-Харбор была объявлена война Японии, Германии и Италии. Кальдерон позволил Соединенным Штатам создать аэродром на острове Кокос. Преемник Кальдерона, президент Теодоро Пикадо, сын польского иммигранта, был настроен ещё более враждебно по отношению к нацизму, и оказание военной помощи союзникам при нём продолжилось.

## Период войны
В 1941 году, когда Коста-Рика была ещё формально нейтральной страной, два корабля Оси укрылись в порту Пунтаренаса; Fella из Италии и Eisenach из Германии. Давление со стороны британского и американского посольств убедило правительство Коста-Рики конфисковать суда, но те были сожжены их экипажами при попытке захвата.
Дипломатические трения привели к тому, что в сентябре 1941 года Третий рейх заявил протест против присутствия консулов и послов Коста-Рики на оккупированных территориях Франции, Бельгии, Голландии, Люксембурга и Норвегии. Коста-Рика 29 сентября 1941 года ответила указом, который отзывал полномочия представителей консульства Германии до тех пор, пока Германия не признает консулов Коста-Рики в оккупированных странах.
После объявления войны правительство Коста-Рики предприняло ряд мер в отношении граждан враждебных государств, в том числе: уполномочило правоохранительные органы и спецслужбы проводить расследования в отношении граждан Германии, Италии и Японии, проживающих в стране; изымать любое оружие, взрывчатые вещества или средства связи, находящиеся в их распоряжении; устанавливать особое государственное наблюдение за ними. Торговые связи со странами Оси объявлялись незаконными, импорт и экспорт их товаров был запрещён. Советы директоров компаний должны были сообщать информацию об акционерах немецкого, итальянского и японского происхождения, а работодатели обязаны были информировать государство о том, нанимают ли они людей этих национальностей и каковы их должности.
2 июля 1942 года предположительно немецкая подводная лодка торпедировала коста-риканский пароход «Сан-Пабло» в доках Лимона. Народное возмущение привело к тому, что правительство Кальдерона начало арестовывать граждан стран Оси, а их дома и предприятия подверглись разграблению.
Целые семьи иммигрантов и коренных жителей Италии, Германии и Японии были арестованы и доставлены в концентрационный лагерь, расположенный рядом с международным аэропортом Ла-Сабана (в настоящее время там находится Национальный стадион Коста-Рики). Кроме того, множество иностранных граждан были депортированы в лагеря для военнопленных в Соединённых Штатах. Имущество заключённых было конфисковано, а во многих случаях — разграблено.